# Jonko Wapzarow

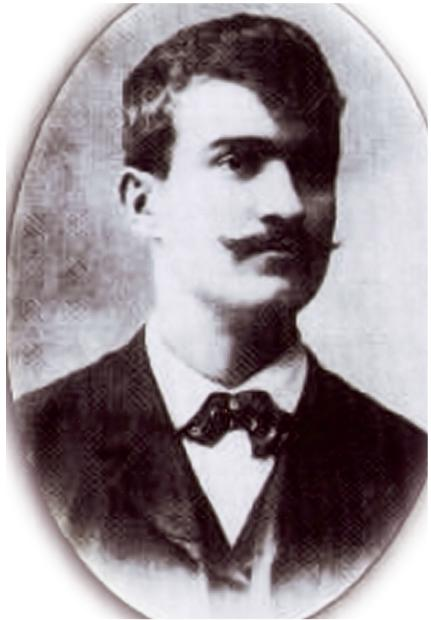
Jonko Wapzarow

Iwan Nikolow Prodanitschin (auch Ivan Nikolov Prodanichin geschrieben, bulgarisch Иван Николов Проданичин) bekannter als Jonko Wapzarow (bulg. Йонко Вапцаров, * 1861 oder 1880 in Bansko; † 29. Januar 1939 in Sofia) war bulgarischer Freiheitskämpfer, Politiker und führende Persönlichkeit der BMARK (Bulgarische Makedonisch-Adrianopeler Revolutionäre Komitees/Български Македоно-Одрински революционни комитети, später in Innere Mazedonische Revolutionäre Organisation (kurz VMRO) umbenannt). Der Dichter-Kommunist Nikola Wapzarow war sein Sohn.

## Leben
Jonko Wapzarow wurde in der heutigen bulgarischen Stadt Bansko geboren, die damals im Osmanischen Reich lag. Die Stadt war ein Zentrum der bulgarischen Wiedergeburt und des Kampfes für Unabhängigkeit des bulgarischen Staates und der bulgarischen Kirche. Der Vater von Jonko Wapzarow, Nikola Prodanitschin, kämpfte ebenfalls für diese Ideale und wurde von den osmanischen Machthabern ermordet. Jonko besuchte die bulgarische Schule in seiner Heimatstadt und beendete dort die sechste Klasse.
1896 wurde Jonko Wapzarow in der BMARK aufgenommen und in der Folge Sekretär des Bansko Revolutionskomitee (bulg. бански революционен комитет). 1901 nahm Wapzarow mit der Tscheta von Jane Sandanski an einigen Aktionen der Organisation teil, darunter die Affäre Miss Stone, in der die amerikanische Methodistin Ellen Stone für Lösegeld entführt wurde. Mit dem Lösegeld wurden Waffen für die Organisation gekauft. 1902 stieg Wapzarow zum Wojdode der BMARK in seiner Heimatregion auf. Während des Ilinden-Preobraschenie-Aufstandes wurde er von den Osmanen festgenommen und in Thessaloniki eingesperrt. Nach der Jungtürkischen Revolution von 1908, in der die Jungtürken von der BMARK unterstützt wurden, kam Wapzarow frei.

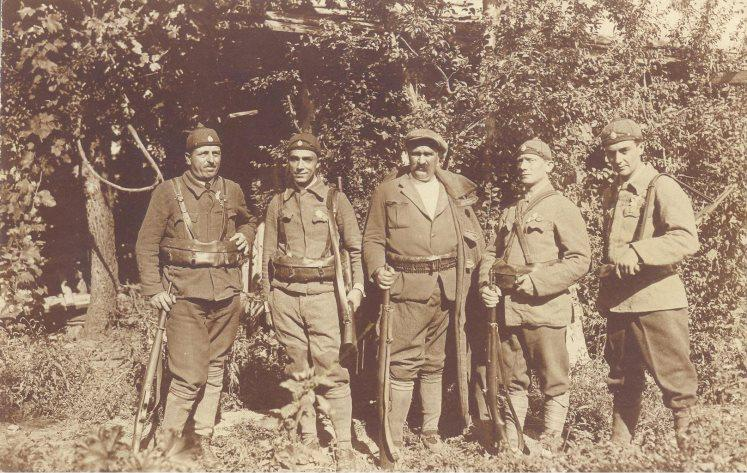
Von links nach rechts: Stojan Filipow, Iwan Michajlow, Jonko Wapzarow und zwei weitere Wojwoden der VMRO

Während der Balkankriege von 1912/13 leitete Jonko Wapzarow innerhalb des Makedonien-Adrianopel-Freiwilligen-Korps eine Tscheta. Gemeinsam mit den Tschetas von Chirsto Tschernopeew, Pejo Jaworow und Lasar Koltschagow gelang während des Ersten Balkankrieges die Befreiung von Bansko, Mechomija (heute Raslog) und Kavala. Nach dem Krieg wurde Wapzarow erster Leiter des Bezirks (Okolija) Raslog, Bezirksvorsitzenden der BMARK und enger Freund des bulgarischen Zaren Ferdinand I.
Nach dem Ersten Weltkrieg nahm Wapzarow beim Wiederaufbau der Strukturen der BMARK, die mittlerweile in VMRO umbenannt wurde, in Makedonien teil. 1921 wurde er zum stellvertretenden Bürgermeister seiner Heimatstadt Bansko gewählt. 1926 wurde Wapzarow Mitglied des Zentralkomitees der VMRO und bekam ein monatliches Gehalt von 4.500 Lewa. Bei der Spaltung der VMRO unterstützte er die bulgarischen Kräfte innerhalb der Organisation, welche weiter für die Angliederung Makedoniens an Bulgarien kämpften. Sein Sohn Nikola Wapzarow, der nach 1934 unter kommunistischem Einfluss stand, setzte sich nach einem Beschluss der Kommunistischen Internationale für ein unabhängiges Mazedonien und eine mazedonische Nation ein. Damit unterstützte er den linken Flügel der gespaltenen VMRO.
1929 floh Jonko Wapzarow nach New York zur Verwandten, da ihm die Ermordung durch den linken Flügel der VMRO drohte. 1930 kehrte Jonko nach Bulgarien zurück, wurde jedoch 1933 entführt. Nach dem Putsch vom 19. Mai und dem darauf folgenden Verbot der politischen Organisation durch die Regierung von Kimon Georgiew wurde Wapzarow freigelassen.
Jonko Wapzarow verstarb in Sofia am 29. Januar 1939. Sein Sohn Nikola Wapzarow wurde drei Jahre später hingerichtet.